# Marocká vlajka

Marocká vlajka
Poměr stran: 2:3

Marocká námořní vlajka
Poměr stran: 2:3

Marocká námořní válečná vlajka
Poměr stran: 2:3

Vlajka Maroka je tvořena červeným listem na kterém je uprostřed umístěná zelená pěticípá hvězda (pentagram) z tzv. Šalamounovy pečetě.
Obě barvy jsou tradičními arabskými barvami. V Maroku je interpretují tak, že červená symbolizuje svobodu národa, zelená (barva Islámu) představuje naději na vítězství.
Vlajka byla zavedena v roce 1915, když byla na čistě červenou vlajku (používanou od 17. století) přidána hvězda pro odlišení od jiných červených vlajek. Červená barva je barvou vládnoucí dynastie.

## Galerie

Rozměry marocké vlajky
Vlajka marockého krále Poměr stran: 1:1
Marocká královská vlajka Poměr stran: 2:3
Marocká lodní vlajka (Naval Jack) Poměr stran: 1:2
Marocká vlajka (Dynastie Alawitů) (1666–1915) Poměr stran: 2:3